# Steve Kragthorpe
Steven Jon Kragthorpe (Missoula, Montana; 28 de abril de 1965 - 4 de agosto de 2024) fue un entrenador y jugador de fútbol americano. Fue entrenador de Tulsa de 2003 a 2006 y de Louisville de 2007 a 2009. Tras su carrera como entrenador jefe, fue asistente administrativo del programa de fútbol americano de la Universidad Estatal de Luisiana, después de haber sido entrenador de quarterbacks del equipo de fútbol americano de los LSU Tigers.

## Biografía
Kragthorpe nació en Missoula (Montana), pero estudió en el Highland High School de Pocatello (Idaho). Jugó al fútbol americano en el instituto con el comentarista de ESPN Merril Hoge. Ambos se graduaron en el instituto Highland en 1983.
Kragthorpe ocupó la vacante de la Universidad de Louisville el 9 de enero de 2007. Sustituyó al anterior entrenador, Bobby Petrino, que aceptó el cargo de entrenador de los Atlanta Falcons. El contrato de Kragthorpe era de 1,1 millones de dólares al año (con bonificaciones) durante cinco años. Louisville contrató a Kragthorpe en lo que muchos consideran un «cortejo relámpago», convirtiéndose en el entrenador jefe en menos de 48 horas después de que Petrino presentara su dimisión.

## Después de Louisville
Después de su paso por Louisville, Kragthorpe aceptó el puesto de entrenador de receptores en Texas A&M en febrero de 2010, pero más tarde renunció en julio de 2010 debido a la enfermedad de un familiar.  Después de pasar la temporada 2010 fuera del fútbol, el 20 de enero de 2011, fue contratado como nuevo coordinador ofensivo en LSU.
El 4 de agosto de 2011, Kragthorpe renunció como coordinador ofensivo en LSU debido a su diagnóstico con la enfermedad de Párkinson. Permaneció como entrenador de quarterbacks hasta la temporada 2012. Después de la temporada, Kragthorpe asumió el papel de asistente especial del entrenador en jefe y jefe de personal para el programa de fútbol de LSU.

## Vida personal y muerte
Kragthorpe y su esposa tuvieron tres hijos. Su hermano, Kurt, es columnista deportivo en The Salt Lake Tribune; su padre, Dave Kragthorpe, también fue entrenador de fútbol universitario, sobre todo en Oregon State University. El hijo de Steve, Brad, actual entrenador de quarterbacks de los Cincinnati Bengals, fue quarterback en Holland Hall, un colegio privado de Tulsa, donde fue considerado uno de los mejores quarterbacks de instituto del estado.
Kraghtorpe murió por complicaciones de la enfermedad de Párkinson el 4 de agosto de 2024, a la edad de 59 años.